# Graminea tomentosa
Graminea tomentosa är en skalbaggsart som beskrevs av Thomson 1864. Graminea tomentosa ingår i släktet Graminea och familjen långhorningar. Inga underarter finns listade i Catalogue of Life.